# Eladio Benítez
Eladio Benítez Amuedo (Montevideo, 24 de febrero de 1939-23 de octubre de 2018) fue un futbolista uruguayo. Se desempeñaba en la posición de mediocampista.
Su primer club fue Racing de Montevideo. Tuvo un destacado paso por el fútbol chileno, jugando por los clubes Deportes Temuco, Green Cross, Unión La Calera y Rangers, club donde terminó su carrera como jugador.
Fue internacional con la Selección Uruguaya, siendo actor fundamental de la Copa América 1959, que se disputó en Ecuador, en donde los «charrúas» se consagraron campeones.

## Trayectoria
Benítez jugaba de mediocampista. Se inició en el club Racing de Montevideo, en el que jugó entre 1957 y 1963. Luego emigró a Chile, donde tuvo un excelente paso. Primero jugando por Deportes Temuco entre 1964 y 1965, después pasó a jugar al Green Cross, donde estuvo entre 1966 y 1967, luego fichó por Unión La Calera, donde jugó solamente en el año 1968 y finalmente, fichó por Rangers, donde jugó entre 1969 y 1970, siendo el cuarto equipo chileno en que jugó y fue precisamente en el equipo talquino, donde terminó su carrera como jugador.

## Selección nacional
Vistiendo la camiseta de la selección uruguaya ganó la Copa América 1959, torneo en el cual disputó todos los partidos.

### Participaciones en Copa América
| Copa              | Sede    | Resultado |
| ----------------- | ------- | --------- |
| Copa América 1959 | Ecuador | Campeón   |

## Clubes
| Club                 | País    | Año       |
| -------------------- | ------- | --------- |
| Racing de Montevideo | Uruguay | 1957-1963 |
| Deportes Temuco      | Chile   | 1964      |
| Green Cross-Temuco   | Chile   | 1965-1967 |
| Unión La Calera      | Chile   | 1968      |
| Rangers              | Chile   | 1969-1970 |

## Palmarés

### Campeonatos internacionales
| Título       | Club (*)           | Sede final | Año  |
| ------------ | ------------------ | ---------- | ---- |
| Copa América | Selección Uruguaya | Ecuador    | 1959 |